# Біля джерел народної творчості
«Біля джерел народної творчості» — віднайдений німий документальний фільм режисера Юліана Дороша, знятий у 1965—1971 роках. Загальна тривалість фільму становить близько 36 хвилин, переважно фільм знятий на чорно-білу плівку, але з кольоровими вставками.
Оскільки пізніших фільмів Юліана Дороша наразі не знайдено, є всі підстави вважати що цей фільм став останнім в його кінематографічній кар'єрі.

## Сюжет
У фільмі показані документальні кадри із життя народних майстрів та ремісників Гуцульщини.

## Віднайдення та реліз
В середині березня 2020 року команда у складі Генерального директора Національного музею у Львові імені Андрея Шептицького Ігоря Кожана, громадської діячки Тетяна Крушельницької, колекціонера та ентузіаста любительського кіно Ігоря Ткачика та автора проєкту «Львівський Фотомузей» Романа Метельського відвідали помешкання родини Дорошів у Львові по вулиці Левицького, 76. Відвідини мали на меті візуальний огляд мешкання на предмет цілісності вікон, дверей, замків та внутрішніх сантехнічних, газових, та електричних комунікацій.
Під час відвідин Ігор Ткачик знайшов металеву коробку з відзнятою кіноплівкою. Жодних етикеток чи написів, які дали б можливість визначити назву та походження плівки, не було. Зі згоди пана Ігоря Кожана та пані Тетяни Крушельницької Ігор Ткачик взяв плівку додому щоб вияснити зміст відзнятого матеріалу. Інших кіноплівок і цього ні наступного разу при поверховому огляді знайдено не було. В цей же день, пізно ввечері, Ігор Ткачик визначив що на плівці знаходиться фільм Юліана Дороша під назвою «Біля джерел народної творчості. Кінонариси про гуцульських народних майстрів». Фільм має присвяту «Пам'яті Льва Долинського та Данила Фіголя — моїх товаришів молодості цей фільм присвячую». На плівці відсутня звукова доріжка. Фільм знятий на 16-тиміліметрову кіноплівку.
Фільм оцифрований Ігорем Ткачиком протягом березня-квітня 2020 року. Для зручності сприйняття, Ігор Ткачик доповнив відеоряд своєю версією звукового супроводу.